# Posidonies du cap d'Agde
Posidonies du cap d'Agde este o arie protejată (sit de importanță comunitară — SCI) din Franța întinsă pe o suprafață de 6.172 ha, integral marine.

## Localizare
Centrul sitului Posidonies du cap d'Agde este situat la coordonatele 43°15′42″N 3°29′24″E / 43.26167°N 3.49°E.

## Înființare
Situl Posidonies du cap d'Agde a fost declarat arie specială de conservare în baza directivei 92/43 din 1992 referitoare la conservarea habitatelor naturale și a faunei și florei sălbatice pentru a proteja 4 specii de animale.

## Biodiversitate
Situată în ecoregiunea mediteraneană, aria protejată conține 5 habitate naturale: Bancuri de nisip acoperite în permanență slab de apă marină, Straturi cu Posidonia (Posidonion oceanicae), Recifuri, Vegetație anuală la limita mareei, Peșteri marine scufundate complet sau parțial.
La baza desemnării sitului se află mai multe specii protejate:
- mamifere (1): delfin mare (Tursiops truncatus)
- pești (2): Alosa alosa, Alosa fallax
- reptile (1): Caretta caretta

Pe lângă speciile protejate, pe teritoriul sitului au mai fost identificate 2 specii de nevertebrate.